# Anolis angusticeps
Espèce
Synonymes
- Anolis angusticeps chickcharneyi Oliver, 1948

Anolis angusticeps est une espèce de sauriens de la famille des Dactyloidae. 

## Répartition
Cette espèce est endémique de Cuba. 

## Taxinomie
La sous-espèce Anolis angusticeps oligaspis a été élevée au rang d'espèce.

## Publication originale
- Hallowell, 1856 : Notes on the reptiles in the collection of the Academy of Natural Sciences of Philadelphia. Proceedings of the Academy of Natural Sciences of Philadelphia, vol. 8, p. 221-238 (texte intégral).